# Lista de precursores do cargo de chefe de governo de Portugal

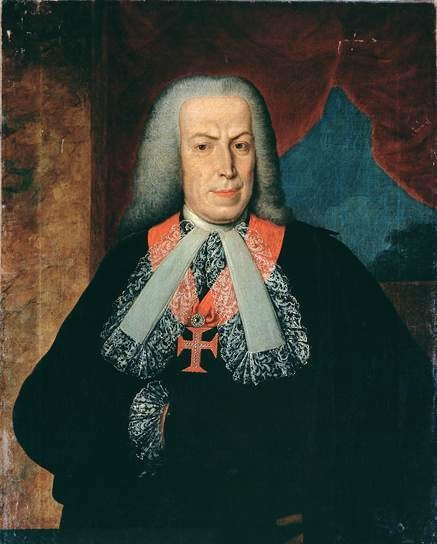
O Marquês de Pombal, Secretário de Estado dos Negócios Interiores do Reino de 1756 a 1777.

Esta é uma lista de ocupantes de cargos que estiveram na origem do cargo de chefe de governo de Portugal, hoje conhecido por primeiro-ministro, entre 1834 e 1910 e entre 1933 e 1974, como presidente do Conselho de Ministros, e entre 1911 e 1933 como presidente do Ministério.
É de assinalar que no período relativo a 1820 a 1828, o ministro do Reino não era, por inerência, ministro assistente ao despacho. Assim, se o conde de Subserra foi ministro assistente ao despacho por decreto de nomeação próprio, os seguintes elementos já não o foram. Aliás, entre 1824 e 1828, não existiram ministros assistentes ao despacho. O mesmo se pode dizer de 1831 até 1834, sob D. Miguel. Em história, as generalizações são perigosas e convém, quando se tenta divulgar factos, verificar a sua base documental. 

## Antes da Monarquia Constitucional
|  | Titular (Secretário de Estado)                                         | Mandato                                       |
|  | Miguel de Vasconcelos                                                  | 1635 - 1 de Dezembro de 1640                  |
|  | Francisco de Lucena                                                    | 1640 - 1642                                   |
|  | Pedro Vieira da Silva                                                  | 1642 - 1656                                   |
|  | Gaspar Severim de Faria                                                | 1656 - 1662                                   |
|  | Conde de Castelo Melhor (escrivão da puridade)                         | 12 de Julho de 1662 - 9 de Setembro de 1667   |
|  | D. Frei Manuel Pereira O.P.                                            | 1680 - 1683                                   |
|  | Diogo de Mendonça Corte-Real                                           | 24 de Setembro de 1704 - 9 de Maio de 1736    |
|  | Cardeal D. João da Mota e Silva,                                       | 2 de Setembro de 1736 - 4 de Outubro de 1747  |
|  | Marco António de Azevedo Coutinho                                      | 4 de Outubro de 1747 - 1749                   |
|  | Frei Gaspar da Encarnação                                              | 1749 - 2 de Agosto de 1750                    |
|  | Sebastião José de Carvalho e Melo, Conde de Oeiras e Marquês de Pombal | 2 de Agosto de 1750- 4 de Março de 1777       |
|  | Aires de Sá e Melo                                                     | 4 de Março de 1777 - 9 de Dezembro de 1785    |
|  | Martinho de Melo e Castro                                              | 9 de Dezembro de 1785 - 1 de Abril de 1786    |
|  | Tomás Xavier de Lima, Marquês de Ponte de Lima                         | 1 de Abril de 1786 - 15 de Dezembro de 1788   |
|  | Luís Pinto de Sousa Coutinho, Visconde de Balsemão                     | 15 de Dezembro de 1788 - 6 de Janeiro de 1801 |
|  | D. João Carlos de Bragança, 2.º Duque de Lafões                        | 6 de Janeiro de 1801 - 21 de Maio de 1801     |
|  | Rodrigo de Sousa Coutinho, Conde de Linhares                           | 21 de Maio de 1801 - 23 de Julho de 1801      |
|  | João de Almeida Melo e Castro                                          | 23 de Julho de 1801 - 25 de Agosto de 1803    |
|  | Luís Pinto de Sousa Coutinho, Visconde de Balsemão                     | 25 de Agosto de 1803 - 5 de Dezembro de 1803  |
|  | João Rodrigues de Sá, Visconde de Anadia                               | 5 de Dezembro de 1803 - 15 de Abril de 1804   |
|  | Diogo José de Noronha, Conde de Vila Verde                             | 15 de Abril de 1804 - 6 de Julho de 1804      |
|  | António de Araújo e Azevedo, conde da Barca                            | 6 de Julho de 1804 - 26 de Novembro de 1807   |

## Invasões napoleónicas e governo do Rio de Janeiro (1807-1821)

### Governo oficioso em Lisboa (1807-1810)
|  | Titular (Presidente da Junta do Supremo Governo do Reino)                            | Observações | Mandato                                         |
|  | Miguel Pereira Forjaz Coutinho Barreto de Sá e Resende, conde da Feira (novo título) |             | 26 de Novembro de 1807 - 20 de Setembro de 1808 |
|  | Cipriano Ribeiro Freire                                                              |             | 26 de Setembro de 1808 - 25 de Outubro de 1810  |

### Governo oficial no Rio de Janeiro (1808-1821)
|  | Titular (Ministros e Secretários de Estado dos Negócios do Reino)   | Observações | Mandato                                          |
|  | Fernando José de Portugal e Castro, 1º conde e 2º marquês de Aguiar |             | 10 de Março de 1808 — 24 de Janeiro de 1817      |
|  | António de Araújo e Azevedo, 1º conde da Barca                      |             | 24 de Janeiro de 1817 - 21 de Junho de 1817      |
|  | João Paulo Bezerra de Seixas                                        |             | 23 de Junho de 1817 — 29 de Novembro de 1817     |
|  | Tomás António de Vila Nova Portugal                                 |             | 29 de Novembro de 1817 — 26 de Fevereiro de 1821 |

## Primeiro Liberalismo: o Vintismo e o Cartismo (1820-1823 e 1826-1828)

### Junta Provisional do Governo Supremo do Reino
|  | Titular (Presidente de Junta Provisional do Governo Supremo do Reino) | Observações         | Mandato                                        |
|  | António da Silveira Pinto da Fonseca                                  | Presidente da Junta | 24 de Agosto de 1820 - 28 de Setembro de 1820  |
|  | José Freire de Andrade, Deão do Cabido da Sé de Lisboa                | Presidente da Junta | 28 de Setembro de 1820 - 27 de Janeiro de 1821 |

### Conselho de Regênciadesignado pelas Cortes Constituintes
|  | Titular (Presidente do Conselho de Regência do Reino)                                                   | Observações                        | Mandato                                    |
|  | Manuel António de Sampaio Melo e Castro Moniz e Torres de Lusignano, 1.º marquês e 2.º conde de Sampaio | Presidente do Conselho de Regência | 27 de Janeiro de 1821 - 5 de Julho de 1821 |

### Governos do Vintismo
|  | Titular (Ministros de Estado e Ministros Assistentes ao Despacho) | Observações                       | Mandato                                      |
|  | Inácio da Costa Quintela                                          | Provisório.                       | 24 de Fevereiro de 1821 - 5 de Julho de 1821 |
|  | Silvestre Pinheiro Ferreira                                       |                                   | 5 de Julho de 1821 - 7 de Setembro de 1821   |
|  | Filipe Ferreira de Araújo e Castro                                |                                   | 7 de Setembro de 1821 - 27 de Maio de 1823   |
|  | José António Faria de Carvalho                                    | Vilafrancada                      | 27 de Maio de 1823 - 30 de Maio de 1823      |
|  | Joaquim Pedro Gomes de Oliveira                                   | Dissolução das Cortes do vintismo | 30 de Maio de 1823 - 1 de Junho de 1823      |

### D. João VI (1823-1826) e Primeiro Cartismo (1826-1828)
|  | Titular (Ministros de Estado e Ministros Assistentes ao Despacho)       | Observações                                    | Mandato                                          |
|  | Manuel Inácio Martins Pamplona Corte Real, 1.º Conde de Subserra        | Ministério dos inauferíveis direitos de El-Rei | 1 de Junho de 1823 - 19 de Março de 1824         |
|  | José António de Oliveira Leite de Barros, 1.º Conde de Basto            |                                                | 19 de Março de 1824 - 14 de Maio de 1824         |
|  | Pedro de Sousa Holstein                                                 |                                                | 14 de Maio de 1824 - 15 de Janeiro de 1825       |
|  | José Joaquim de Almeida e Araújo Correia de Lacerda                     |                                                | 15 de Janeiro de 1825 - 1 de Agosto de 1826      |
|  | Francisco Manuel Trigoso de Aragão Morato                               |                                                | 1 de Agosto de 1826 - 6 de Dezembro de 1826      |
|  | Luís Manuel de Moura Cabral                                             |                                                | 6 de Dezembro de 1826 - 16 de Dezembro de 1826   |
|  | Francisco Alexandre Lobo, bispo de Viseu                                |                                                | 16 de Dezembro de 1826 - 1 de Maio de 1827       |
|  | Manuel Francisco de Barros e Sousa Carvalhosa, 2.º visconde de Santarém |                                                | 8 de Junho de 1827 - 7 de Setembro de 1827       |
|  | Carlos Honório de Gouveia Durão                                         |                                                | 7 de Setembro de 1827 - 26 de Fevereiro? de 1828 |

## Guerra Civil Portuguesa(1828-1834)

### Restauraçãomiguelista(1828-1834)
|  | Titular (Ministro Assistente ao Despacho)                            | Observações | Mandato                                      |
|  | Nuno Caetano Álvares Pereira de Melo, 6.º Duque de Cadaval           |             | 26 de Fevereiro de 1828 - 1 de Julho de 1831 |
|  | José António de Oliveira Leite de Barros, 1.º conde de Basto         |             | 1 de Julho de 1831 - 2 de Agosto de 1833     |
|  | António José Guião (Governou até à data da Convenção de Évora-Monte) |             | 22 de Setembro de 1833 - 26 de Maio de 1834  |

### Governo liberal no exílio (1828-1832)
|  | Titular (Ministro e Secretário de Estado dos Negócios do Reino) | Observações                                                            | Mandato                                    |
|  | António Hipólito da Costa, 1.º visconde de Alhos Vedros         | Revolta fracassada da Belfastada                                       | 20 de Maio de 1828 - 2 de Junho de 1828    |
|  | José António Guerreiro                                          | No exílio em Londres.                                                  | 2 de Junho de 1828 - 15 de Junho de 1829   |
|  | Pedro de Sousa Holstein                                         | Conselho de Regência inicialmente com sede em Londres, depois em Angra | 15 de Junho de 1829 - 15 de Março de 1830  |
|  | Luís da Silva Mouzinho de Albuquerque                           | Regência de Angra                                                      | 15 de Março de 1830 - 2 de Julho de 1831   |
|  | José António Ferreira Brak-Lamy                                 | Regência de Angra                                                      | 2 de Julho de 1831 - 10 de Outubro de 1831 |
|  | José Dionísio da Serra                                          | Regência de Angra                                                      | 10 de Outubro de 1831 - 3 de Março de 1832 |

### Regência de D. Pedro de Bragança  (3 de Março de 1832 a 24 de Setembro de 1834)
|  | Titular (Ministro e Secretário de Estado dos Negócios do Reino) | Observações | Mandato                                         |
|  | Pedro de Sousa Holstein                                         |             | 3 de Março de 1832 - 29 de Julho de 1832        |
|  | Luís da Silva Mouzinho de Albuquerque                           |             | 29 de Julho de 1832 - 25 de Setembro de 1832    |
|  | Pedro de Sousa Holstein                                         |             | 25 de Setembro de 1832 - 10 de Novembro de 1832 |
|  | Luís da Silva Mouzinho de Albuquerque                           |             | 10 de Novembro de 1832 - 18 de Novembro de 1832 |
|  | Bernardo de Sá Nogueira de Figueiredo                           |             | 18 de Novembro de 1832 - 12 de Janeiro de 1833  |
|  | Cândido José Xavier Dias da Silva                               |             | 12 de Janeiro de 1833 - 26 de Março de 1833     |
|  | Luís da Silva Mouzinho de Albuquerque                           |             | 26 de Março de 1833 - 21 de Abril de 1833       |
|  | Cândido José Xavier Dias da Silva                               |             | 21 de Abril de 1833 - 15 de Outubro de 1833     |
|  | Joaquim António de Aguiar                                       |             | 15 de Outubro de 1833 - 23 de Abril de 1834     |
|  | Bento Pereira do Carmo                                          |             | 23 de Abril de 1834 - 24 de Setembro de 1834    |